# 33433 Maurilia
33433 Maurilia este un asteroid din centura principală de asteroizi.

## Descriere
33433 Maurilia este un asteroid din centura principală de asteroizi. A fost descoperit pe 14 martie 1999 la Gnosca de Stefano Sposetti. El prezintă o orbită caracterizată de o semiaxă mare de 2,36 ua, o excentricitate de 0,18 și o înclinație de 9,5° în raport cu ecliptica.